# شهرک درگیابند
شهرک درگیابند یا تقی‌آباد یا رگیابند روستایی در دهستان جلگه چاه هاشم بخش جلگه چاه هاشم شهرستان دلگان استان سیستان و بلوچستان ایران است.

## جمعیت
بر پایه سرشماری عمومی نفوس و مسکن در سال ۱۳۹۵ جمعیت این روستا ۹۲۲ نفر (۲۰۰خانوار) بوده‌است.